# بو مرزوق (مسلسل)
بو مرزوق، مسلسل كويتي أنتج وعرض بعام 1992، كتبه الدكتور علي حرب وأعده أحمد الصالح وأخرجه علي حسين البلوشي.

## قصة المسلسل
تدور أحداث المسلسل حول «بو مرزوق» الذي تقرر إحالته للتقاعد، وبو مرزوق هو أب لابن وابنه هم «نورة» و«مرزوق»، نورة متزوجه من رجل الأعمال «جاسم» بينما «مرزوق» فاشل دراسيًا وتم طرده من المدرسة. يقرر بو مرزوق بعد التقاعد البحث عن عمل لأنه لا يحب الجلوس بالمنزل، ويقرر أن يقنع صديقة «بو عادل» بأن يشاركه بالعمل، وبو عادل هو شخص كبير بالسن متزوج من فتاه بعمر أبنائه هي «هدى»، ويقرران العمل كسائقي سيارة أجرة. وفي نفس هذا الوقت يبدأ مرزوق بالعمل لدى زوج أخته جاسم والذي يكلفه بالعمل لإنهاء معاملة لسيدة الأعمال الأرملة «أزهار». يفشل مشروع بو مرزوق وبو عادل بعد أن قاما بعمل حادث، وبعد خروجهما من المستشفى يقرران بيع السيارة وفتح مكتب للسمسرة، وفي ذات الوقت تقوى علاقة مرزوق وأزهار، وتتطور إلى الزواج، وذلك طمعًا من مرزوق بأموال أزهار. ومع مرور الأيام تنكشف لدى أزهار إن مرزوق تزوجها طمعًا بمالها وتسوء العلاقة بينهما، فتقرر الذهاب إلى والده ليقنعه بأن يطلقها، وعندما يعرف بما يفعله مرزوق بها يصاب بأزمة قلبية، وبعد شفاؤه منها يأمر مرزوق بأن يطلق أزهار وبأن يقوم بإدارة مكتب السمسرة وأن يرتاح هو وأبو عادل من العمل.

## الفنانين المشاركين
| الممثل              | الشخصية  |
| ------------------- | -------- |
| حياة الفهد          | أم مرزوق |
| إبراهيم الصلال      | بو عادل  |
| أحمد الصالح         | بو مرزوق |
| عبد الإمام عبد الله | جاسم     |
| طارق العلي          | مرزوق    |
| منى عيسى            | هدى      |
| هيفاء عادل          | أزهار    |
| أنوار أحمد          | نورة     |
| ناجية الربيع        | أم ماجد  |
| جاسم الصالح         | بو عشرين |

## وصلات خارجية
مقدمة المسلسل على يوتيوب